# Ascott-under-Wychwood
Ascott-under-Wychwood est une paroisse civile et un village de l'Oxfordshire, en Angleterre.